# Mannerz
Mannerz är ett modernt  dansband ifrån Stockholm, Sverige bildat 2009. Bandet startades inför Dansbandskampen 2009 och detta blev gruppens första liveframträdande. I programmet framförde Mannerz två låtar (Michelangelo och Det vackraste). Mannerz är ett av de nya unga banden som kommit fram i och med Dansbandskampens intåg. Mannerz tre kärnvärden är stil, finess och spelglädje. Bandets sångare Mikael Säfvestad ersattes sommaren 2012 av Emma Lewin (född 1985) och 2016 av Linn Gustafsson, övriga medlemmar är Jens Hagman (född 1983) trummor, kör, Filip Severinson (född 1989) klaviatur, kör och Simon Dahlgren (född 1996) gitarr, kör.

## Diskografi
- Stanna kvar, Nathalie - 2011 (KA Musik/Sweden Songs)
- En enda gång - 2011 (KA Musik/Sweden Songs)